# Тетрайодомеркурат(II) калію
Тетрайодомеркурат(II) калію — неорганічна сполука, що складається з катіонів калію та тетрайодомеркурат(II)-аніонів, K2[HgI4]. Застосовується переважно  в якісному аналізі у складі реактиву Несслера, — розчину, що містить 0,09 моль/л тетрайодомеркурату(II) калію та 2,5 моль/л гідроксиду калію, — для визначення амонію.

## Синтез та структура
Кристалізацією з концентрованого водного розчину йодиду ртуті(II) в присутності надлишку йодиду калію отримують темно-оранжевий моногідрат складу KHgI3.H2O. У водних розчинах цей трийодидний комплекс приєднує йодид-аніон з утворенням тетрайодомеркурат(II)-аніона.
Водний розчин K2HgI4 взаємодіє з солями Cu(I) з утворенням нерозчинної солі Cu2HgI4.

## Реактив Несслера
Лужний розчин K2HgI4 названо на честь німецького хіміка Юліуса Несслера (нім. Julius Neßler). Блідий розчин реактиву Несслера дає глибоке жовте забарвлення у присутності катіонів амонію. При вищих концентраціях утворюється коричневий осад. Чутливість цього крапельного тесту становить близько 0,3 мкг NH3 в 2 мкл. Застосовувалося також фотометричне визначення при довжині хвилі 436 нм. Визначенню заважають катіони металів, гуанідин та його похідні, первинні та вторинні спирти.
Ртуть має характерну схильність до утворення прямих зв'язків з атомом азоту:
Hg2+ + 2 NH3 ⇄ [Hg-NH2]+ + NH+
4
Забарвлення з'являється завдяки реакції утворення йодиду основи Міллона:
NH4+ + 2 [HgI4]2− + 4 OH− → HgO·Hg(NH2)I ↓  + 7 I− + 3 H2O

## Зовнішні посилання
- IARC Monograph: "Mercury and Mercury Compounds"
- National Pollutant Inventory - Mercury and compounds fact sheet